# Стівен Ван Зандт

Сті́вен Ван Зандт (англ. Steven Van Zandt, народжений як Steven Lento - *22 листопада 1950, Бостон, США) — американський рок-музикант, аранжувальник, радіо-модератор та кіноактор.
Відомий також як Little Steven та Miami Steve. Стівен один з учасників гурту Брюса Спрінгстіна E Street Band, у якому грає на гітарі та мандоліні. Ван Зандт прославився також роллю Сильвіо Данте у мафіозній драмі Клан Сопрано, виконавець головної ролі американського мафіозо, який вирішив емігрувати в Норвегію, в комедійному крімінальному серіалі "Лілліхаммер".

## Особисте життя
Стівен Ван Зандт одружений з акторкою Маурін Ван Зандт (до шлюбу Сантора), яка зіграла роль його дружини Габріелли Данте у серіалі Клан Сопрано. Вони побрались 31 грудня 1982 року у Нью-Йорку. Брюс Спрінгстін був шафером на церемонії під головуванням Літл Річарда. На весіллі Персі Следж виконав свою знамениту композицію When a Man Loves a Woman.

## Дискографія
- 1982 Men Without Women   US #118
- 1984 Voice of America   US # 55
- 1985 Sun City
- 1987 Freedom — No Compromise   US #80
- 1989 Revolution
- 1999 Born Again Savage
- 1999 Greatest Hits

## Фільмографія
- Клан Сопрано (ориг. назва «The Sopranos», серіал) - 1999-2007
- Лілліхаммер (ориг. назва «Lyllihammer», серіал) - з 2012, головна роль
- Ірландець (ориг. назва «Irishman») - 2019, виконавець ролі співака Джеррі Вейла [2]